# 샹소니에
샹소니에(Chansonnier)는 자신이 직접 쓴 샹송을 부르는 작자 겸 가수를 말한다. 여성이면 샹소니에르(Chansonnière)라 불리지만, 대부분이 남성이다. 때로는 남이 작곡한 것을 부르기도 하나 가사는 반드시 자기가 만든다. 그것도 흔히 있는 내용이 아니라 예리한 풍자를 지니며 에스프리에 찬 것이어야 한다. 중세가 끝나고 르네상스로 접어든 1600년대의 초엽, 파리의 센 강에 퐁 네프(새 다리)가 놓였었다. 거기에는 많은 상점이 즐비하고, 모인 사람들 앞에서 거리의 가수가 노래불렀는데, 그들의 대부분은 당시의 정부나 귀족을 맹렬히 비꼬는 노래를 만들어 갈채를 받았다. 이와 같이 노래로 풍자하는 것을 샹소네라고 하며, 그 작자 겸 가수를 샹소니에라 하게 되었다. 샹소니에의 전통은 지금의 샹송계에도 계승되어, 조르주 브라상스나 레오푈레 등이 이에 해당한다.